# Josef Prouza (italský legionář)
Josef Prouza (14. června 1896 Lipí u Náchoda – 3. října 1974 Krčín u Nového Města nad Metují) byl italský legionář a později velitel četníků. Jako příslušník československých legií byl perzekvován nacistickým i komunistickým režimem.

## Dětství a mládí do narukování v dubnu 1915
Narodil se 14. 6. 1896 na Lipí u Náchoda jako syn tkalce Antonína Prouzy a Němky Agnes, roz. Zeidler, ze Slaného v Českém koutku. Vyučil se tkalcem a začal pracovat v tkalcovském závodě Bartoňových v Náchodě.

## Na frontě první světové války a v československých legiích
Po vypuknutí první světové války musel v dubnu 1915 narukovat k 18. pěšímu pluku rakousko-uherské armády a již v červnu téhož roku odjel k jeho odloučenému praporu na frontu v Korutanech. Zde byl v srpnu zraněn, ale již v říjnu se vrátil ke svému pluku, tentokrát na sočskou frontu (Mrzli vrh). Krátce nato byl prapor přesunut ke Gorici a zde byl během 4. bitvy na Soči 28. 11. 1915 zajat. V italském zajetí strávil další více než dva roky. V zajateckém táboře Santa Maria Capua Vetera, který byl kolébkou italských československých legií, vstoupil 12. 4. 1917 do italských legií (32. pluk), s nimiž se v červnu 1918 vrátil na frontu, tentokrát u Gardského jezera. Zde se dočkal konce první světové války a vzniku Československa. Na Štědrý den 1918 se vrátil do vlasti, ale byl okamžitě odeslán na Slovensko, kde sloužil až do ledna 1919.

## Velitelem četníků v meziválečné době
Po válce se přihlásil k četnictvu a konal službu na Slovensku. Ve školním roce 1925–1926 absolvoval četnickou hodnostní školu v Bratislavě, aby si doplnil vzdělání pro službu velitele u četnictva. Následně působil jako velitel četnické stanice ve Fačkově na Slovensku. V květnu 1939 se se svou manželkou Florou, roz. Kleinovou, a třemi dětmi vrátil v důsledku plánů na nucené vyhošťování Čechů z nacistického Slovenska do rodné obce. Následně pracoval jako četník v Malém Poříčí u Náchoda. Od léta 1939 až do roku 1942 byl vrchním velitelem četníků v Bohuslavicích nad Metují.

## Perzekuce nacistickým režimem
V roce 1942 musel jako bývalý československý legionář odejít již ve svých čtyřiceti pěti letech do důchodu. Byla mu vyměřena velmi nízká penze, takže rodinu živil příležitostnými pracemi. Na konci druhé světové války v květnu 1945 byl odvelen do Rokytnice v Orlických horách, kde velel asi dvaceti dvěma mužům. Na podzim roku 1945 byl jako četník přeložen do Poříčí u Trutnova.

## Po únoru 1948
Po únoru 1948 musel ve věku padesáti dvou let opět zůstat doma pod záminkou nemoci zad. Do roku 1954 pobíral malý důchod a přivydělával si jako dělník v textilní továrně v Krčíně. V roce 1954 byl uznán práceschopným, v padesáti osmi letech byl zbaven penze a zůstal mu jen dělnický výdělek. Od roku 1956 byl již dělnický důchodce. Do práce v textilní továrně chodil do svých jednasedmdesáti let.

## Pamětina frontu, československé legie a vznik Československa
V letech 1968–1970 napsal v reakci na invazi vojsk Varšavské smlouvy do Československa Paměti na dobu strávenou na frontě první světové války, na italské legie a vznik Československa. Tyto Paměti jsou psány formou velmi podrobné reportáže s uvedením dat a místních jmen, které umožňují poměrně přesně lokalizovat v místě a čase události, o kterých Josef Prouza píše. Tato reportáž zachycuje drobné každodenní události ze života vojáků v rakousko-uherské armádě a v italských legiích. Josef Prouza popisuje každodenní útrapy vojáků v rakousko-uherské armádě: hlad, ponižování, nespravedlnost, nedostatek hygieny, neustálé nebezpečí smrti, nepřízeň počasí, mráz a sníh, materiální nouzi. Líčí také zoufalé snahy vojáků vyhnout se frontě, jejich sebepoškozování, sebevražedné myšlenky a pokusy o sebevraždu, a dále atmosféru v rakouské armádě, neschopnost velení i pocity českých vojáků v rakouské monarchii. Cenné jsou také zápisky Josefa Prouzy z doby italského zajetí. Patrně největší cenu a zajímavost však má především podrobné a konkrétní líčení atmosféry a událostí v zajateckých táborech československých vojáků v Itálii, které vyústily ve zformování italských československých legií. Paměti Josefa Prouzy byly přepsány na počítači a jsou dostupné online.
Pohřben je na hřbitově v Krčíně u Nového Města nad Metují v hrobě Prouzových.